# NGC 5108
NGC 5108 est une vaste galaxie spirale barrée relativement éloignée, vue par la tranche et située dans la constellation de la Centaure. Sa vitesse par rapport au fond diffus cosmologique est de 8 901 ± 45 km/s, ce qui correspond à une distance de Hubble de 131,3 ± 9,2 Mpc (∼428 millions d'al). NGC 5108 a été découverte par l'astronome britannique John Herschel en 1836.
La classe de luminosité de NGC 5108 est II-III.